# 제이미 엑스엑스
제이미 엑스엑스(Jamie xx, 1988년 10월 28일 ~ )는 잉글랜드의 DJ, 프로듀서이다. 더 엑스엑스의 멤버이다.

## 음반 목록

### 정규 앨범
- We're New Here (with 길스콧 헤론) (2011)
- In Colour (2015년)